# Comfrey, Minnesota
Comfrey là một thành phố thuộc quận Brown, tiểu bang Minnesota, Hoa Kỳ. Năm 2010, dân số của thành phố này là 382 người.

## Dân số
- Dân số năm 2000: 367 người.
- Dân số năm 2010: 382 người.